# Vuelo 540 de Lufthansa
El vuelo 540 de Lufthansa era un vuelo comercial programado de Lufthansa, que cubría la ruta Fráncfort del Meno-Nairobi-Johannesburgo.
El 20 de noviembre de 1974, el Boeing 747-130, que operaba como el vuelo 540 y transportaba a 157 personas (139 pasajeros y 18 tripulantes), se estrelló y se incendió poco después de despegar del Aeropuerto Internacional Jomo Kenyatta en Nairobi, Kenia, para el último tramo del vuelo. Esto provocó la muerte de 54 pasajeros y 5 tripulantes.Este accidente fue el primero mortal de un Boeing 747 y sigue siendo el más mortífero en la historia de Lufthansa. También sigue siendo el accidente de aviación más mortífero ocurrido en Kenia.

## Aeronave y tripulación

### Aeronave

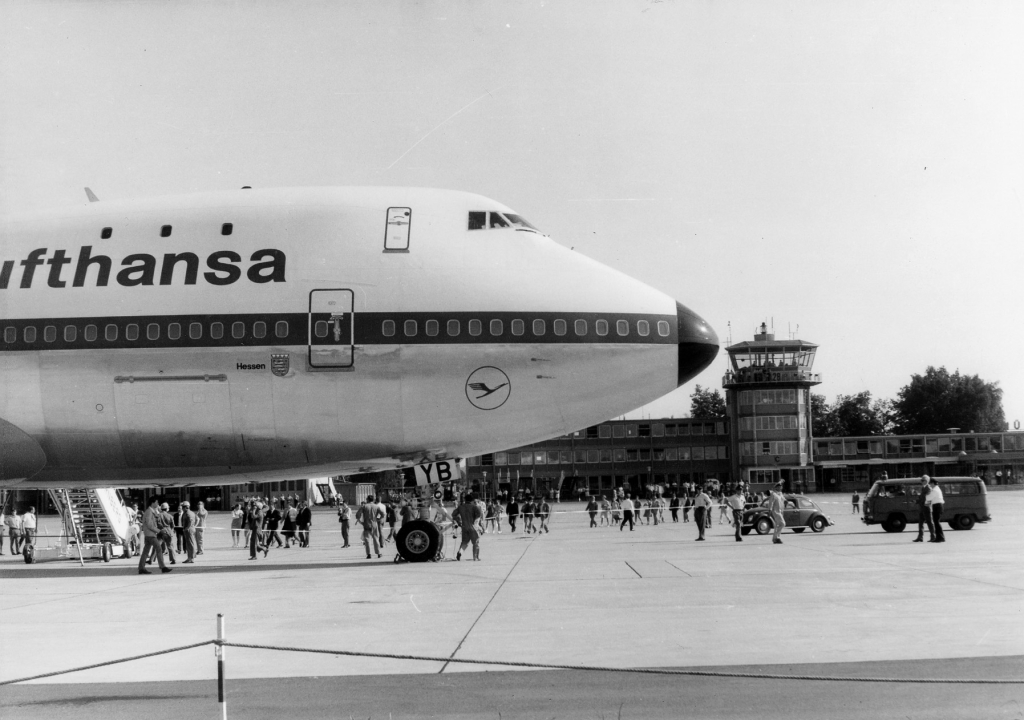
El avión involucrado en el accidente fotografiado en julio de 1970.

El avión involucrado era un Boeing 747-130 registrado como D-ABYB y se llamaba Hessen. Fue el segundo 747 que se entregó a Lufthansa. Hizo su primer vuelo el 30 de marzo de 1970 y fue entregado a Lufthansa el 13 de abril del mismo año. El avión estaba propulsado por cuatro motores turbofán Pratt & Whitney JT9D-7. La aeronave tenía 16.781 horas de vuelo en el momento del accidente.

### Tripulación
Al mando estaban el capitán Christian Krack, de 53 años (que había registrado 10.464 horas de vuelo, con 1.619 horas en el Boeing 747), el primer oficial Hans-Joachim Schacke, de 35 años (3.418 horas de vuelo, 2.237 de las cuales registradas en el Boeing 747) y el ingeniero de vuelo Rudolf "Rudi" Hahn, de 51 años (13.000 horas de experiencia de vuelo).La tripulación de cabina estaba compuesta por 14 auxiliares de vuelo y una azafata auxiliar, encargada del cuidado de los niños. Lufthansa solo ofrecía el llamado Servicio Mickey Mouse en la ruta de Fráncfort a Johannesburgo.

## Accidente
Tras un cambio de tripulación, el vuelo 540 debía despegar de Nairobi poco antes de las 8.00 hora local bajo la dirección del capitán de vuelo Christian Krack, con destino a Johannesburgo. A las 07:52 hora local, la torre de Nairobi autorizó el despegue del «Hessen». El copiloto Hans-Joachim Schacke era responsable de la gestión aeronáutica de la ruta. Rudi Hahn se sentó en la consola del ingeniero de vuelo, a la derecha, detrás de los pilotos. El peso al despegue del 747 era de 254 toneladas, muy por debajo del peso máximo al despegue. Como escribe el periodista aeronáutico austriaco Patrick Huber en su libro Lufthansa Flight 540: Der erste Jumbo-Absturz,«el peso máximo al despegue (MTOW) del “Hessen” aquel día era teóricamente de unos 284.000 kilogramos». Esto significaba que el peso de despegue estaba unas 30 toneladas por debajo del peso máximo de despegue permitido ese día.
Mientras el avión despegaba de la pista 24 del Aeropuerto Internacional Jomo Kenyatta en Nairobi, los pilotos sintieron una vibración fuerte. El capitán continuó el ascenso y retrajo el tren de aterrizaje. Sin embargo, mientras lo hacía, el avión comenzó a descender y se encendió la luz del sistema de advertencia de la entrada en pérdida. El avión continuó descendiendo y aproximadamente a 3700 pies (1100 m) del final de la pista, el Boeing 747 se estrelló en la hierba. Luego golpeó una carretera de acceso elevada y se rompió. El ala izquierda explotó y el fuego se extendió al fuselaje. Fallecieron 54 de los 139 pasajeros y 5 de los 18 miembros de la tripulación. Los tres pilotos sobrevivieron al accidente.
El comandante y el ingeniero de vuelo no pudieron abrir la escotilla de escape de emergencia en el techo de la cabina ni la puerta de servicio de la tripulación en la cubierta superior (donde había un tobogán de emergencia) y saltaron a través de los escombros detrás de la cabina (las escaleras estaban bloqueadas) a la cubierta inferior. A continuación, salieron arrastrándose por los agujeros del casco. El primer oficial, que seguía en la cabina, consiguió finalmente abrir la escotilla de emergencia del techo del «Hessen» y descendió en rápel unos 9 metros en medio de las llamas que ardían alrededor del avión.

## Causa
Se determinó que la causa del accidente fue una entrada en pérdida causada por los slats del borde de ataque (en sentido estricto, los slats del borde de ataque con comba variable exterior y los flaps Krueger interiores) que se dejaron retraídos. Aunque los flaps del borde de salida estaban desplegados, sin los slats extendidos, la velocidad de pérdida de la aeronave fue mayor y el ángulo de ataque máximo menor. Como resultado, la aeronave no pudo ascender para superar el efecto suelo. Se descubrió que el ingeniero de vuelo no abrió las válvulas de purga de aire del sistema de slats como se requiere en la lista de verificación previa al vuelo. Esto impidió que el aire de purga fluyera al sistema neumático de slats del 747 y, dado que los slats del borde de ataque del 747 son de accionamiento neumático, impidió que se desplegaran para el despegue. El sistema de alerta de despegue, que habría hecho sonar una alarma si los flaps no hubieran estado preparados para el despegue, no tenía una advertencia separada de que el ingeniero de vuelo no había abierto la válvula neumática de los slats.
El estado defectuoso de los slats debería, por diseño, haberse indicado mediante luces amarillas de advertencia: una para el piloto y ocho para el ingeniero de vuelo. Sin embargo, ambos tripulantes declararon ante el tribunal que estas luces eran verdes. Desde entonces, se han ofrecido tres posibles explicaciones para esta inconsistencia: que el sol de la mañana cegaba a la tripulación de la cabina y, por lo tanto, dificultaba la percepción del color; que un error de construcción podría haber provocado que las luces se encendieran a pesar de los slats retraídos; y que la tripulación mintió. Ninguna de estas posibilidades pudo probarse de forma concluyente.Se culpó a la tripulación de vuelo por no realizar una lista de verificación previa al despegue satisfactoria, pero el informe del accidente también criticó la falta de sistemas de alerta adecuados que podrían haber alertado a la tripulación sobre el problema.Se habían reportado dos casos previos de este error, pero en esos casos los pilotos lograron recuperar la aeronave a tiempo. Tras este tercer incidente mortal, Boeing incorporó sistemas para advertir a los pilotos si la válvula de slat no se había abierto antes del despegue.
El capitán Krack y el ingeniero de vuelo Hahn fueron despedidos de Lufthansa poco después, pero un tribunal laboral anuló sus despidos, ya que no había ningún informe de investigación disponible para descartar la posibilidad de un defecto técnico.
El ingeniero de vuelo Hahn fue acusado de negligencia criminal, pero fue absuelto en 1981. El accidente fue el primer accidente fatal que involucró a un Boeing 747.
Sin embargo, existen indicios fiables de que Lufthansa ya conocía los posibles problemas con las pantallas (falsas) relacionadas con los slats unos seis meses antes del accidente de Nairobi. Por ello, otras aerolíneas, como British Airways, equiparon sus aviones con un sistema de alerta adicional, algo que Lufthansa no hizo.
En 2014, el periodista de investigación y abogado alemán Jens M. Lucke también reveló que British Airways había invitado a Lufthansa a una reunión en Londres cinco meses antes del accidente del «Hessen» y les informó de los problemas con los slats.Y solo dos meses antes del accidente del vuelo 540 de Lufthansa en Nairobi, Lufthansa tuvo un grave incidente: aunque las luces indicadoras de los slats mostraban «verde» (extendidos), en realidad los slats no estaban extendidos. Sólo se advirtió este hecho antes del despegue porque el capitán, muy experimentado, desconfió de los indicadores y echó un vistazo por la ventanilla, como explicó Jens M. Lucke en una entrevista con Patrick Huber.La propia Boeing también admitió durante la investigación del accidente que el indicador de la posición de los slats a veces podía ser incorrecto. Incluso con pruebas, el capitán y el ingeniero nunca fueron traídos de vuelta.